# Szarże
Szarże (ang. Stripes) – amerykańska komedia wojenna z 1981 roku w reżyserii Ivana Reitmana. Zdjęcia kręcono m.in. w Los Angeles i Louisville.

## Fabuła
John Winger jest życiowym nieudacznikiem. W ciągu jednego dnia traci pracę i dziewczynę. Namawia najlepszego przyjaciela, Russella, aby razem wstąpili do wojska.

## Obsada
- Bill Murray – John Winger
- Harold Ramis – Russell Ziskey
- Warren Oates – sierżant Hulka
- P.J. Soles – Stella Hansen
- Sean Young – Louise Cooper
- John Candy – Dewey „Ox” Oxberger
- John Larroquette – kapitan Stillman
- Judge Reinhold – Elmo Blum
- John Diehl – Cruiser
- Lance LeGault – pułkownik Glass
- Robert J. Wilke – generał Barnicke
- Conrad Dunn – Francis „Psycho” Soyer